# Pedro Ramiro de Alba
Pedro Ramiro de Alba, (Alba de Tormes 1460 - Granada 30 de junio de 1528) fue un sacerdote, Fraile Jerónimo y Arzobispo de Granada

## Biografía
Natural de Alba de Tomes, Salamanca (1460) conoció a Fray Hernando de Talavera que le concedió la sacristía de la Colegiata de Santa Fe (Granada), así mismo le impulsó a estudiar graduándose de bachiller y fue nombrado vicario de Loja y visitador.
Tras una enfermedad ingresó en el Monasterio de San Jerónimo de Granada, llegando a ser prior durante quince años.
En 1526, durante la estancia de Carlos V en Granada, la Emperatriz se hospedó en dicho monasterio, y travó amistad con el prior, dándose la circunstancia de la muerte del Arzobispo de Granada, y siendo recomendado por el emperador Fray Pedro Ramiro de Alba tomando posesión en 1527.
A pesar del corto pontíficado inició los trámites para la creación de la Universidad de Granada, que terminaría su sucesor. En connivencia con el Emperador cambió el estilo de la catedral de gótico a renacentista, en la época llamado romano, por la amistad que el nuevo arzobispo tenía con Diego de Siloé.
Elaboró en 1527 o 1528) un catecismo de la doctrina cristiana, quien recibió el encargo del monarca Carlos I, “para la conversión sincera de los moriscos, Se trata de un catecismo de 242 páginas que contiene explicaciones de la fe cristiana, contrastada con la musulmana. Hace recuento de las costumbres moriscas y describe sus prácticas sobre nacimientos, bodas, trabajo, descanso, enterramientos, vestido, familia, oración, o comidas.
Falleció en 1528 siendo sepultado en la catedral provisional desconociéndose en la actualidad el paradero de sus restos. Sí se ha salvado el monumento funerario que se puede ver en una de las salas del claustro del monasterio de San Jerónimo de Granada.